# Маштада
Маштада (карат. Мащта) — село в Ахвахском районе Дагестана. Входит в Верхнеинхелинский сельсовет.

## География
Село расположено на левом берегу р. Ахвах (бассейн р. Андийское Койсу), в 2,5 км к северо-западу от районного центра — села Карата.

## Население
| 1926 | 1939 | 1970 | 1989 | 2002 | 2010 | 2021 |
| ---- | ---- | ---- | ---- | ---- | ---- | ---- |
| 152  | ↗196 | ↘172 | ↘128 | ↗197 | ↗268 | ↘238 |

Маштада - одно из каратинских сел в Ахвахском районе.  